# Rob Nguyen
Rob Nguyen (* 16. August 1980 in Brisbane) ist ein ehemaliger australischer Rennfahrer vietnamesischer Abstammung. Nguyen startete 2002 und 2003 in der internationalen Formel-3000-Meisterschaft.

## Karriere
Nguyen, der in Australien geboren und aufgewachsen ist, plante ursprünglich keine Karriere im Motorsport. 2000 zog er in die Schweiz, um an der Universität Lausanne Wirtschaftswissenschaften zu studieren. Als Belohnung für gute Leistungen im Studium finanzierten ihm seine Eltern eine Testfahrt in einem Formel-Opel-Boliden in der österreichischen Rennfahrerschule von Walter Penker. Nguyen saß vorher noch nie in einem Rennwagen und war auch nie im Kartsport aktiv, überzeugte Penker mit guten Zeiten aber so sehr, dass er ihn zu einem weiteren Test, an dem auch die regulären Fahrer von Penker teilnehmen sollten, einlud. Der Australier konnte bei diesem Test mit den erfahreneren Piloten mithalten und wurde anschließend von Penker für dessen Team Penker Racing für die Saison 2001 der deutschen Formel Volkswagen unter Vertrag genommen.
Nguyen startete mit einer Schweizer Lizenz in der deutschen Formel Volkswagen und wurde mit zwei Podest-Platzierungen Fünfter. Penker organisierte zum Ende des Jahres einen Test mit dem belgischen Formel-3000-Team Astromega. Der Australier war bei seinem ersten Test nur sieben Zehntelsekunden langsamer als sein Teamkollege Mário Haberfeld, der schon mehrere Saisons in der Formel 3000 absolviert hatte. Astromega war von den Leistungen Nguyens so angetan, dass sie ihn für zwei Jahre unter Vertrag nahmen. Der Australier hatte zu diesem Zeitpunkt in seiner gesamten Karriere erst neun Motorsportrennen absolviert. Nguyen erzielte sein bestes Ergebnis auf dem Nürburgring, wo er das Rennen auf dem fünften Platz beendete. Weitere Platzierungen in den Punkterängen gelangen dem Rennfahrer nicht. Die Saison beendete er auf dem 14. Gesamtrang. Ein Höhepunkt in der Saison war, dass er bei Testfahrten in Monza die Bestzeit erzielte.
Obwohl er ursprünglich für zwei Jahre bei Astromega bleiben sollte, wechselte der Australier 2003 zu BCN Competición. Bei den ersten drei Rennen kam der Rennfahrer zweimal in den Punkterängen ins Ziel. Dennoch wurde er nach den ersten drei Rennen durch Will Langhorne ersetzt, da ihm die Sponsorengelder ausgegangen waren. Nguyen fand kein Cockpit bei einem anderen Team und kam in der Saison nicht mehr zum Einsatz. Er belegte den 15. Gesamtrang. Obwohl BCN Competición in der Saison 2003 insgesamt sieben Fahrer einsetze, blieb Nguyen der einzige BCN-Pilot, der Punkte erzielen konnte. An Testfahrten am Ende der Saison nahm er für Coloni teil und erzielte die drittschnellste Zeit. Trotz der guten Leistungen erhielt Nguyen 2004 in keiner europäischen Formelsportrennserie ein Cockpit.
Stattdessen kehrte der Australier in seine Heimat zurück und startete in der Formel Holden. Nguyen gewann zwei Rennen und beendete die Saison auf dem dritten Gesamtrang.
Nachdem er für die Saison 2005 kein Cockpit gefunden hatte, beendete er seine Motorsportkarriere nach nur vier aktiven Jahren.

## Statistik

### Karrierestationen
- 2001: Deutsche Formel Volkswagen (Platz 5)
- 2002: Internationale Formel-3000-Meisterschaft (Platz 14)
- 2003: Internationale Formel-3000-Meisterschaft (Platz 15)
- 2004: Formel Holden (Platz 3)